# スラムドッグ$ミリオネア
『スラムドッグ$ミリオネア』（原題: Slumdog Millionaire）は、2008年のイギリス映画。監督：ダニー・ボイル。インドの外交官、ヴィカス・スワラップの小説『ぼくと1ルピーの神様』（日本刊・ランダムハウス講談社）の映画化作品。インド南部の大都市・ムンバイを舞台に、実在の人気テレビクイズ番組『コウン・バネーガー・カロールパティ』（"Kaun Banega Crorepati"、イギリス発祥の世界的クイズ番組『フー・ウォンツ・トゥ・ビー・ア・ミリオネア』のインド版。日本の『クイズ$ミリオネア』に相当）に出場したスラム育ちの青年が不正を疑われて潔白を主張する様子を通じ、インド社会の現実を描く。
第33回トロント国際映画祭観客賞、第66回ゴールデングローブ賞作品賞（ドラマ部門）、第62回英国アカデミー賞作品賞受賞。第81回アカデミー賞では作品賞を含む8部門を受賞した。

## ストーリー

### 序章
映画は、以下の問題から始まる。
- 問題:彼はあと1問でミリオネア。なぜ勝ち進めた？

『コウン・バネーガー・カロールパティ』（以下、『ミリオネア』と略す）に出場した19歳の青年・ジャマールは、育ちが貧しく、ほとんど無学であるにもかかわらず、8つの難問クイズを突破して1000万ルピーの賞金を獲得し、翌日の2000万ルピーを懸けた最終問題の解答権を得るが、不正の疑いがかけられて、番組終了直後に詐欺罪で警察に連行され、警察署内で激しい拷問をともなう取り調べを受ける。「お前に何がわかる?」となじる警部に対し、ジャマールは「僕は答えを知っていたんだ」と訴える。警部は番組の録画ビデオを再生しながら、ジャマールを尋問していく。
（これ以降、現在＝警察署、ジャマールによる少年時代の回想、クイズ番組の場面が時系列シャッフルで進行していく。）

### 第1問
- 1000ルピーの問題：「1973年の映画『ザンジール（英語版）[4]』の主演俳優は?」 答え：アミターブ・バッチャン

ジャマールと兄のサリームはイスラム教徒の多く住むダーラーヴィー地区のスラムで生まれ育つ。ある日、ジャマールが宝物にしていたアミターブの直筆サイン入りのポストカードを、サリームが黙って映画館主に売り飛ばしてしまう。ジャマールはこのことを長く根に持つようになる。

### 第2問
- 4000ルピーの問題：「インドの国章に書かれた言葉は?」 答え：「真実のみが勝利する」

国章の文字はヒンドゥー教の経典から取られたもので、イスラム教徒のジャマールにはなじみがなかった。ジャマールは3つの「ライフライン」アイテムのうち「オーディエンス（観客に解答をたずねる）」を用いてなんとか正解する。この映像を見た警部は「インド国民なら誰でも知っていることも知らないのだから、他の答えも不正があったはずだ」といぶかしがるが、ジャマールは「パーニープーリーが1皿いくらか知っていますか?」と当てこする。

### 第3問
- 1万6000ルピーの問題：「ヒンドゥー教の神・ラーマが右手に持っているものは何?」 答え：弓矢

ある日、兄弟の住むスラムをヒンドゥー教徒の過激派が襲撃し（ムンバイ暴動）、2人の唯一の肉親だった母親は目の前で殺されてしまう。兄弟は逃げる中、少年の姿をしたラーマの幻影を見る。同じようにスラムから逃げてきたラティカという孤児の少女と知り合い、かつて少し通った小学校で習った『三銃士』に自分たちをなぞらえ、行動をともにするようになる。

### 第4問
- 25万ルピーの問題：「『クリシュナ神の歌』を書いた詩人は?」 答え：スールダース（英語版）

家を失った3人の前にママンという男が現れ、多くの子供たちとともに住む邸宅に招き、寝食の面倒を見るようになる。ママンの正体はギャングで、子供による物乞いの元締めであった。ギャングたちは同情を誘って稼ぎを多くするため、子供の目を酸で焼いて失明させることまで行っていた。『クリシュナ神の歌』を覚えさせられたジャマールは、目を焼かれるためにママンに呼び出されるが、隙を見てサリームやラティカとともに逃げ出す。兄弟は発車する長距離列車に飛び乗るが、ラティカは乗り遅れてママンに捕らえられる。

### 第5問
- 100万ルピーの問題：「アメリカ合衆国の100ドル紙幣に肖像が描かれている人物は?」 答え：ベンジャミン・フランクリン

列車に住みついた兄弟は、食堂車から食べ物を盗んだり、物売りに雇われたりしながら数年かけて北へ移動し、タージ・マハルにたどり着く。そこでジャマールは観光ガイドや土産物の行商などで生計を立てるようになるが、サリームは地元の悪童たちと付き合い、盗みに明け暮れるようになる。金を貯めたジャマールはいやがるサリームを連れてムンバイに戻り、レストランで働きながらラティカを探し始める。
ジャマールは偶然、かつてともにママンのもとにいた盲目の物乞いの少年・アルヴィンドと再会する。アルヴィンドからラティカの居所を聞いたジャマールは、礼に観光客から手に入れた100ドル紙幣を手渡すが、かぎ慣れない匂いで偽札を疑ったアルヴィンドは受け取ろうとしない。ジャマールが「額の禿げ上がった長髪のおじいさんの描かれた札だ」と説明すると、アルヴィンドは「ベンジャミン・フランクリン。アメリカの100ドルだ」と安心する。
（話を聞いた警部が「では、1000ルピー札に描かれているのは?」とたずねるが、ルピーの高額紙幣を見たことがないジャマールは答えることができなかった。）

### 第6問
- 250万ルピーの問題：「回転式拳銃を発明したのは?」 答え：サミュエル・コルト

ラティカはママンのもとで「チェリー」という名のダンサーとして働いていた。ママンのアジトに忍び込んだ兄弟はラティカと再会し、逃がそうとするが、ママンと鉢合わせする。サリームはひそかに手に入れていたコルト社製の回転式拳銃を抜き、ママンを射殺する。ホテルの廃墟に隠れた3人だったが、増長したサリームがラティカを独占しようとジャマールに銃を突きつけ、廃墟から追い出す。それきりジャマールはサリームやラティカと長らく音信不通になる。

### 第7問
- 500万ルピーの問題：「ケンブリッジ・サーカス（英語版）はイギリスのどこにある?」 答え：ロンドン

成長したジャマールはジュフのコールセンターでお茶くみのアルバイトに従事していた。コールセンターはイギリス国内向けの携帯電話プランの営業が主な業務で、広大なフロアはイギリスの通りや街の名にちなんで区画されていた。ある日、1人の『ミリオネア』ファンのオペレータが番組放送中に席を外し、その穴埋めを命じられる。ジャマールはその隙にデータベースから兄・サリームの電話番号を探り当てる。ビル街に一変したかつてのスラムの跡地で弟と再会したサリームは、ママン一味から報復されるのを防ぐために、長らくママンらと対立しているジャヴェドが率いる組織に入り、殺し屋となっていた。
サリームがラティカの行方を隠していると感じたジャマールは、サリームを尾行してジャヴェドの邸宅を探り当て、門番に「雇われた料理人だ」と偽り、中に入り込む。そこには囲われたラティカがいた。帰宅してきたジャヴェドは、テレビで『ミリオネア』が流れているのに気づくと「俺はもうミリオネア（大富豪）だ」とつぶやき、チャンネルをクリケット中継に変えた。ジャヴェドに出したサンドイッチが気に入られなかったジャマールはすぐに解雇され、邸宅を去ることになる。ジャマールはラティカに「毎日17時にVT駅で待つ。どこかへ逃げよう」と告げる。
ある日の夕方、ラティカが駅に現れるが、サリームらに連れ戻される。自身の無力を痛感したジャマールは、ラティカに希望を与えるため、『ミリオネア』に出場して賞金を得ることを決意する。

### 第8問
番組がCMに入り、ともにトイレに入った『ミリオネア』司会者のプレームは、「この国でスラムから大金を手にしたのは、これまでこの私だけだった」とジャマールをたたえつつ、くもった鏡に「B」と書いて立ち去る。
- 1000万ルピーの問題：「歴代最多のセンチュリー（1試合100打点）を記録したクリケット選手は?」 答え：ジャック・ホッブス

ジャマールは残り2つの「ライフライン」のうち「フィフティ・フィフティ」を使い、4択問題はBのリッキー・ポンティングとDのジャック・ホッブスの2択となる。プレームが自分を追い落とすために罠をかけていると直感したジャマールは、「D」と答え正解する。ここで放送時間がいっぱいとなり、プレームは「最終問題は翌日の放送で出題する」と告知して番組を締める。
ジャマールが不正を働いたと邪推したプレームは番組スタッフに命じて警察をテレビ局舎の出入り口に待機させ、出てきたジャマールを逮捕させる。

### 第9問（最終問題）
ジャマールは2日目の出演のため一時釈放され、パトカーに乗せられてテレビ局に入る。ジャマールの騒動はインド全土で大きく報道され、彼は時の人になっていた。インド各地の貧しい庶民たちが電気店や街頭テレビで『ミリオネア』の放送を見守る。ジャヴェドの邸宅でも彼以下ギャングたちが『ミリオネア』を見ていた。その隙にサリームがラティカに自動車の鍵と、自身の携帯電話を手渡す。ラティカはサリームに別れを告げ、邸宅を飛び出す。
- 2000万ルピーの問題：「『三銃士』の名。アトス、ポルトス、あと1人は?」 答え：アラミス

ジャマールはドロップアウト（クイズに答えずに、前の問題までに獲得した賞金を受け取ること）を拒否し、最後のライフライン「テレフォン」を使う。唯一知っていた電話番号であるサリームの携帯電話にかけ、ラティカが出る。『三銃士』を読んだことがないラティカは答えることができなかった。ジャヴェドは、テレビからラティカの声が聞こえてきたために、彼女が逃げたことを知って怒り狂い、サリームを探す。浴室に待ち伏せしていたサリームは、飛び込んできたジャヴェドを射殺し、自身も手下たちから銃弾を浴びる。
ジャマールはAのアラミスを選択する。プレームに理由をたずねられると「何となくそう思った」と答える。最終問題に正解したジャマールは賞金を獲得する。
局舎を出たジャマールは、かつての約束のようにVT駅に向かう。ラティカもそこにいた。2人は抱き合い、口づけを交わした。
最後に冒頭の問題の答えが出て幕となる。
- 答え：運命だった

## キャスト
※括弧内は日本語吹替
- ジャマール・マリク - デーヴ・パテール（小松史法）
  - ジャマール（幼少期） - アーユシュ・マヘーシュ・ケーデーカル（英語版）
  - ジャマール（少年期） - タナイ・チェーダー（英語版）
- サリーム・マリク - マドゥル・ミッタル（英語版）（小野塚貴志）
  - サリーム（幼少期） - アズハルッディーン・モハンマド・イスマーイール（英語版）(白石涼子)
  - サリーム（少年期） - アーシュトーシュ・ローボー・ガージーワーラー（英語版）
- ラティカ - フリーダ・ピントー（伊藤静）
  - ラティカ（幼少期） - ルビーナー・アリー（英語版）
  - ラティカ（少女期） - タンヴィー・ガネーシュ・ローンカル（英語版）
- プレーム・クマール - アニル・カプール（辻親八）
- 警部 - イルファーン・カーン（青山穣）
- ドン・ジャヴェド - マヘーシュ・マーンジュレーカル
- スリニヴァス巡査 - サウラブ・シュクラ
- ママン - アンクル・ヴィカール（英語版）
- 『ミリオネア』のプロデューサー - ラジェンドラナート・ズッシ（英語版）

## スタッフ
- 監督：ダニー・ボイル
- 製作：クリスチャン・コルソン
- 脚本：サイモン・ビューフォイ
- 撮影：アンソニー・ドッド・マントル
- 音楽：A・R・ラフマーン

他 M.I.A、Tanvi Shan、Alka Yagnik らが参加

## 主な受賞
2008年
- トロント国際映画祭：観客賞
- オースティン映画祭：観客賞
- ボストン映画批評家協会賞：作品賞、編集賞
- 英国インディペンデント映画賞：英国作品賞、監督賞、新人俳優賞
- ダラス・フォートワース映画批評家協会賞：作品賞、監督賞
- デトロイト映画批評家協会賞：作品賞、監督賞
- フロリダ映画批評家協会賞：作品賞、監督賞、脚本賞
- ヒューストン映画批評家協会賞：監督賞、脚本賞
- ロサンゼルス映画批評家協会賞：監督賞、作曲賞
- ナショナル・ボード・オブ・レビュー：監督賞、ブレイクスルー俳優演技賞、脚本賞
- 全米映画批評家協会賞：撮影賞
- ニューヨーク映画批評家協会賞：撮影賞
- ニューヨーク映画批評家オンライン賞：作品賞、監督賞、脚本賞、撮影賞、作曲賞
- オクラホマ映画批評家協会賞：作品賞、監督賞、脚本賞
- フェニックス映画批評家協会賞：作品賞、監督賞、編集賞、脚本賞、作曲賞、新人俳優賞
- サンディエゴ映画批評家協会賞：作品賞、脚色賞、撮影賞、編集賞、作曲賞
- サテライト賞：作品賞（ドラマ部門）、監督賞、作曲賞
- サウスイースタン映画批評家協会賞：監督賞、脚色賞
- セントルイス映画批評家協会賞：監督賞、外国語映画賞
- ワシントンD.C.映画批評家協会賞：作品賞、監督賞、ブレイクスルー演技賞、脚本賞

2009年
- クリティクス・チョイス・アワード：作品賞、監督賞、脚本賞、若手俳優賞（21歳以下の部）、作曲賞
- シカゴ映画批評家協会賞：監督賞、脚色賞、新人俳優賞
- ゴールデングローブ賞：作品賞 (ドラマ部門)、監督賞、脚本賞、作曲賞
- 全米製作者組合賞：映画部門賞
- 全米映画俳優組合賞：アンサンブル演技賞
- 全米監督協会賞：映画部門賞
- 全米脚本家組合賞：脚色賞
- 英国アカデミー賞：作品賞、監督賞、脚色賞、音楽賞、撮影賞、音響賞、編集賞
- 全米録音監督組合賞：録音賞
- 全米撮影監督組合賞：撮影賞
- アメリカ映画編集者協会賞：編集賞（ドラマ部門）
- 全米美術監督組合賞：美術賞（現代映画部門）
- 全米衣装デザイナー組合賞：衣装デザイン賞（現代映画部門）
- アカデミー賞：作品賞、監督賞、歌曲賞、作曲賞、編集賞、録音賞、撮影賞、脚色賞

## トラブル

### 出演料問題
この映画に出演した2人の子役ルビーナー・アリーとアズハルッディーン・イスマーイールの両親が「十分な出演料を受け取っていない」と発言。両親によると2人の出演料はアズハルッディーンは年間1700ポンド（約24万円）、ルビーナーは年間500ポンド（約7万円）だという。
これに対し製作側は「彼らの出演料は同地区の大人が受け取る平均年収の3倍」としており、「彼らの教育費、生活費、医療費などをまかなうためのファンドもある」と反論している。それに加え「高校卒業後にファンドとは別に10万ポンド（約1300万円）が支給される」としている。
このような方法を取ったのは「ギャラの一括支払で起こりうる様々なリスクに配慮したため」と説明しており、子役の報酬を周囲の大人に搾取させないためだとみられている。

### 人身売買疑惑
2009年4月19日、イギリスの大衆紙『ニュース・オブ・ザ・ワールド』は、ルビーナー・アリーの父親がアラブ人富豪に扮する記者に20万ポンド（約2900万円）で彼女の養子縁組を持ちかけたと報じた。父親はこの疑惑を否定したが、別居中の母親が警察に訴えたため同日逮捕された。しかし、人身売買を裏付ける証拠がなかったとして、23日、父親を起訴せず捜査は打ち切られた。

## その他
- クイズの第1問目の正解であるアミターブ・バッチャンは、実際の『コウン・バネーガー・カロールパティ』の司会者である。
- インド映画に恒例の、出演者らによる集団ダンスのシーンが、エンドロール前のメインキャストのタイトルバックとして流れる。
- ダニー・ボイル監督の来日記者会見で、本作のもととなった番組の日本版である『クイズ$ミリオネア』（フジテレビ系列）の司会者・みのもんたがゲストとして招かれた。また、日本版予告編テレビCMで『クイズ$ミリオネア』の映像の一部が使用された。
- 原作小説『Q&A』を舞台化した音楽劇が2022年8月6日から21日までシアタークリエで上演された[15]。当初は、8月1日から4日までの公演も予定されていたが、新型コロナウイルスの影響で中止になっている。上演台本・演出は瀬戸山美咲が務めた。